# Hội Tam Hoàng
Hội Tam Hoàng, tức Hội Tam Hợp (giản thể: 三合会; phồn thể: 三合會; Hán-Việt: Tam Hợp Hội; bính âm: Sānhéhuì) hay Xã hội Đen (giản thể: 黑社会; phồn thể: 黑社會; Hán-Việt: Hắc Xã hội; bính âm: Hēishèhuì); Hắc đạo (tiếng Trung: 黑道); đề cập đến nhiều băng đảng tội phạm lớn xuyên quốc gia, có địa bàn hoạt động chủ yếu và hội sở đặt tại Hồng Kông, Ma Cao, Đài Loan, có chi nhánh hoạt động ở một số nơi khác có người Hoa sinh sống như Trung Hoa đại lục và các khu phố Tàu) ở châu Âu, Bắc Mỹ, Nam Phi, Úc và New Zealand.

## Lịch sử
Hội Tam Hoàng được hình thành từ thời phong kiến Trung Hoa, theo kiểu một tổ chức liên kết bí mật giữa một số gia đình hoàng tộc chịu ơn nghĩa của nhau và bảo vệ lợi ích cho nhau. Hội Tam Hoàng xuất phát từ phong trào chống lại nhà Thanh của người Hán vào thế kỷ 17 mà các vị tỉ-khâu chùa Thiếu Lâm ở tỉnh Hà Nam (Trung Quốc) lãnh đạo. Tam Hoàng cứ thế lớn mạnh từ hết đời này đến đời khác cho đến thế kỷ 19, khi triều đình quyết định xử tử các thành viên của tổ chức này.
Theo một số nguồn tin, sau khi thất bại, bị trấn áp một số phần tử đã di cư sang Đông Nam Á và mang theo cơ cấu tổ chức của Hội Tam Hoàng hoạt động tại quốc gia sở tại. Đến đầu thế kỷ 20, Tam Hoàng trở thành một tổ chức tội phạm có tổ chức thực sự với hàng loạt hoạt động trên mọi lĩnh vực, từ buôn lậu vũ khí đến tống tiền, mại dâm, bắt cóc, tổ chức vượt biên bất hợp pháp, làm hàng giả, cho vay nặng lãi, đánh bạc...

## Tổ chức, hoạt động

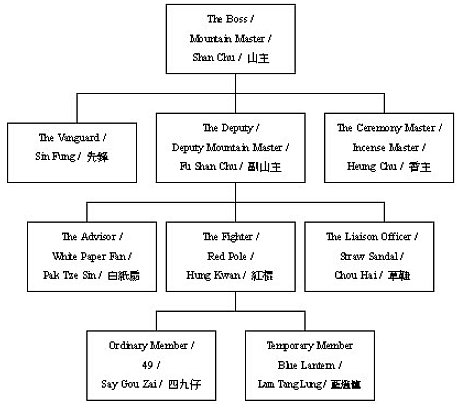
Sơ đồ mô tả cơ cấu tổ chức của Hội Tam Hoàng

Điểm đặc biệt của Hội Tam Hoàng là mọi hoạt động đều rất bí mật, chính vì thế hầu như có rất ít thông tin về tổ chức này lọt được ra ngoài. Sau khi chính quyền Mao Trạch Đông quyết tâm trấn áp, hội này đã di chuyển phần lớn sang Hồng Kông. Và từ đó, Hồng Kông trở thành căn cứ hoạt động rầm rộ nhất của tổ chức tội phạm này với khoảng 50 băng đảng con quy tụ ít nhất 80.000 thành viên.
Hội Tam Hoàng phát triển như vũ bão, vươn vòi bạch tuộc vào mọi lĩnh vực trong đời sống của người Hồng Kông. Vũ khí chủ yếu của các thành viên Hội Tam Hoàng tại Hồng Kông là dao tông (machete) hay còn gọi là "dao chặt dưa hấu" (watermelon knife). Từ năm 1997, Hồng Kông được trao trả về Cộng hòa Nhân dân Trung Hoa quản lý, Hội Tam Hoàng đã nhanh chân di chuyển địa bàn hoạt động sang Hoa Kỳ, Hà Lan... và hiện nay đang xây dựng phát triển tại các quốc gia này. Nhận dạng người của Hội Tam Hoàng là hình xăm chữ số 3 trong hình đám mây hoặc chim én
.